# تارزانا، دختر وحشی
تارزانا، دختر وحشی (ایتالیایی: Tarzana, sesso selvaggio) یک فیلم ماجراجویی به کارگردانی گوئیدو مالاتستا است که در سال ۱۹۶۹ منتشر شد.

## گزیدهٔ بازیگران
- فمی بنوسی
- بریل کانینگهام
- فرانکو رسل
- راف بالتاساره
- آندره‌آ آئورلی
- فرانکا پولزلو